# Anthophora crinipes
Anthophora crinipes  (лат.) — вид земляных пчёл рода Anthophora из трибы Anthophorini семейства Apidae. Южная, Западная и Центральная Европа. Длина 11—13 мм. Голова спереди чёрная. 1-й членик задних лапок несёт кисточку красновато-коричневого цвета. Лапки тёмно-бурые. Задние голени в серебристых волосках. На 2—4-м тергитах брюшка расположены большие вершинные светлые перевязи.